# The-Dream
Terius Youngdell Nash, mais conhecido como The-Dream (Rockingham, 14 de junho de 1977), é um cantor norte-americano de R&B. É também escritor e compositor de músicas. Debutou com o seu álbum Love Hate em 2007. The-Dream notabilizou-se ao compor canções conhecidas como Umbrella de Rihanna, Touch My Body para Mariah Carey e Single Ladies (Put A Ring On It) de Beyoncé, com o qual ganhou o Grammy Award de Song Of The Year.

## Discografia[1]
- 2007 - Love Hate
- 2009 - Love vs. Money
- 2010 - Love King
- 2018 -  Ménage à Trois: Sextape Vol. 1, 2, 3.

## Singles[1]
- Shawty Is a 10 (com Fabolous)
- Falsetto
- I Luv Your Girl (Remix) (com Young Jeezy)
- Rockin' That Thang
- My Love (com Mariah Carey)
- Love King
- Make Up Bag (com T.I.)
- Throw In The Bag (com Fabolous)